# Design génératif

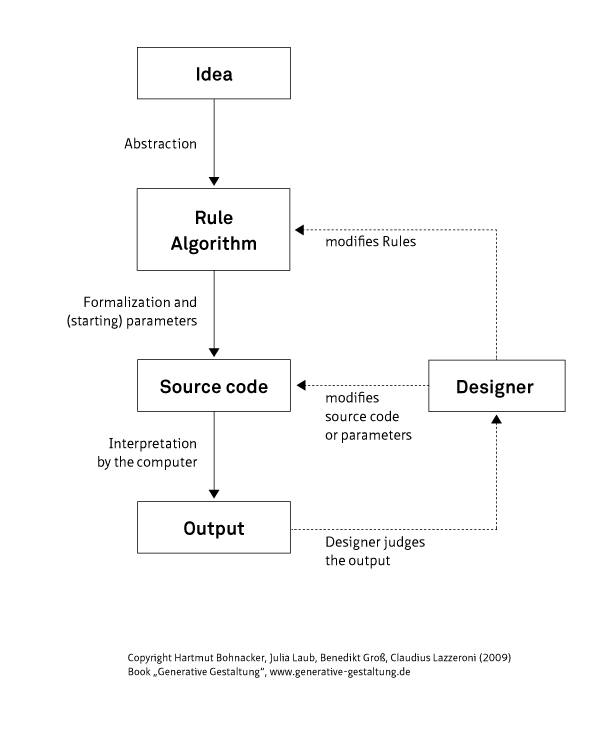
Le processus itératif de création par design génératif

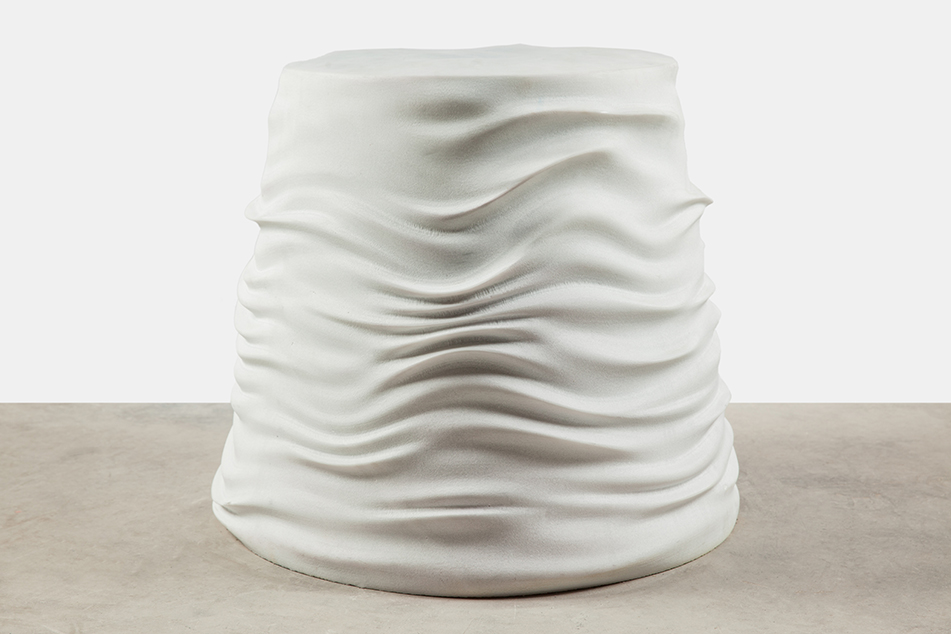
Samba, un mobilier créé par Guto Requena par design génératif.

Le design génératif est un processus de design itératif qui implique un programme qui va générer un certain nombre de sorties qui répondent à certaines contraintes, et un designer qui affine un espace de recherche par le changement des valeurs minimales et maximales d'un intervalle dans lequel une variable du programme répond à l'ensemble des contraintes, dans le but de réduire ou d'augmenter le nombre de sorties à partir desquelles choisir. Le programme n'a pas besoin d'être exécuté sur une machine comme un ordinateur numérique, il peut être exécuté par un humain, par exemple avec un stylo et du papier. Le concepteur n'a pas besoin d'être un humain, il peut être un programme de test dans un environnement de test ou une intelligence artificielle (voir, par exemple, Réseaux antagonistes génératifs). Le designer apprend à affiner le programme et à chaque itération ses objectifs de conception deviennent mieux définis au fil du temps,,,.
La sortie peut être des images, des sons, des modèles architecturaux, de l'animation et bien d'autres choses. C'est donc une méthode rapide d'exploration des possibilités de conception qui est utilisée dans différents domaines tels que l'art, l'architecture, la communication, et la conception du produit.
Le processus combiné avec la puissance des ordinateurs numériques, qui permettent d'explorer un très grand nombre de permutations d'une solution permet aux designers de générer de nouvelles options, au-delà de ce qu'un homme seul peut créer seul, pour arriver à un design plus efficace et mieux optimisé. Il imite la nature et son évolution à travers la conception par diversité génétique et sélection.
Le design génératif devient de plus en plus important, en grande partie en raison de nouveaux environnements de programmation (Processing, vvvv, Quartz Composer, openFrameworks) ou de capacités de programmation (GenerativeComponents, Grasshopper dans Rhinoceros 3D, Scriptographer, Sverchok pour Blender) qui rendent relativement facile, même pour les concepteurs avec peu d'expérience de la programmation, la mise en œuvre de leurs idées. Le processus a également été facilité grâce aux outils de CAO disponibles dans le commerce tels qu'Autodesk Fusion 360, Generate de Frustrum et Inspire de solidThinking .